# Amin al-Hafez
Amin al-Hafez (Trípoli, 1921– Beirut, 13 de julio de 2009) fue político libanés, que ocupó el cargo de Primer Ministro de su país del 25 de abril de 1973 al 21 de junio de 1973. Fue durante mucho tiempo, parlamentario de Líbano hasta 1996.
Ocupó el cargo de primer ministro después de que, tras el nombramiento de su cargo por el entonces presidente libanés Suleiman Franjieh, contara con la oposición de los Líderes suníes. Renunció después de tan solo 2 meses, pero continuó representando a su circunscripción de Trípoli en el Parlamento.
Estuvo casado con la novelista Leila Osseiran. Se casaron en 1948 y tuvieron a un hijo, Ramzi, que fue periodista. Amin al-Hafez murió a los 83 años después de una larga lucha contra enfermedad crónica no revelada el 13 de julio de 2009.